# Kalendarium historii Wysp Świętego Tomasza i Książęcej

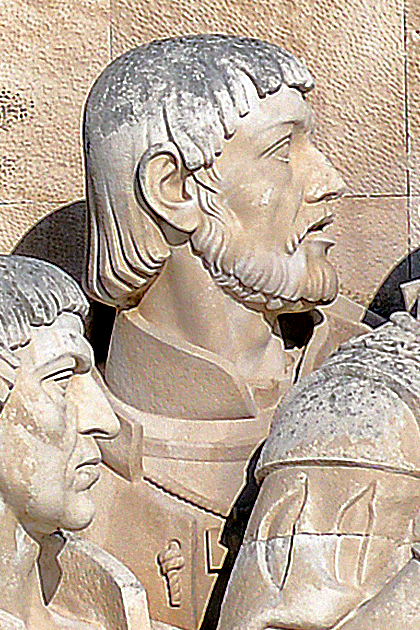
Pomnik Pero de Escobara

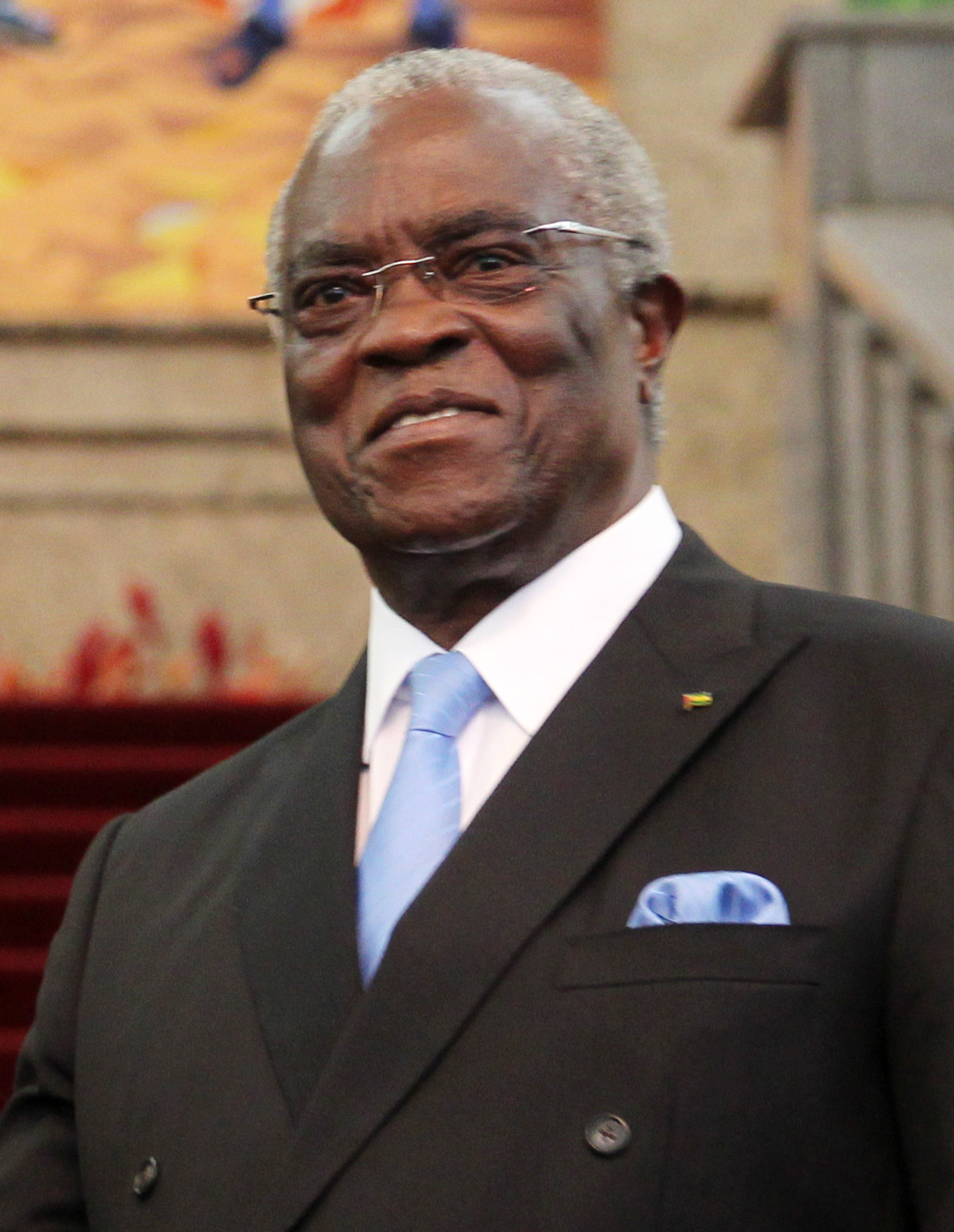
Manuel Pinto da Costa

Kalendarium historii Wysp Świętego Tomasza i Książęcej – uporządkowany chronologicznie, począwszy od czasów najdawniejszych aż do współczesności, wykaz dat i wydarzeń z historii Wysp Świętego Tomasza i Książęcej.
- 1471 – João de Santarém i Pero de Escobar odkryli wyspy[1].
- ok. 1483 – na wyspę dotarli pierwsi portugalscy osadnicy[1].
- 1522 – Wyspy Świętego Tomasza i Książęca stały się portugalską kolonią[1].
- 1591 – Wyspy Świętego Tomasza i Książęca zostały portugalską prowincją zamorską[1].
- 1951 – wyspy stały się zamorską posiadłością Portugalii[1].
- 1953 – masakra w Batepá[2].
- 1973 – Wyspy Świętego Tomasza i Książęca uzyskały wewnętrzną autonomią[3].
- 12 lipca 1975 – Wyspy Świętego Tomasza i Książęca uzyskały niepodległość. Pierwszym prezydentem został Manuel Pinto da Costa. Władzę objął Ruch Wyzwolenia Wysp Świętego Tomasza i Książęcej (MLSTP), który stały się jedyną legalną partią polityczną[1].
- 1984 – Wyspy Świętego Tomasza i Książęca ogłosiły się państwem niezaangażowanym[3].
- 1985 – początek kryzysu gospodarczego Wysp Świętego Tomasza i Książęcej[1].
- 1987 – nowelizacja konstytucji[3].
- 1988 – przeprowadzono nieudany zamach stanu[3].
- 1990 – w wyniku referendum wprowadzono nową konstytucję i system wielopartyjny[1].
- 1990 – MLSTP odeszło od ideologii marksistowskiej i zmieniło nazwę na MLSTP–PSD[1].
- 1991 – w wolnych wyborach prezydentem został Miguel Trovoada[1].
- październik 1994 – w zbojkotowanych przez opozycję wyborach parlamentarnych do władzy powrócił MLSTP–PSD[1].
- 1995 – przeprowadzono zamach stanu[1].
- 2002 – premierem została Maria das Neves[3].
- 2002 – wobec kryzysu gospodarczego utworzono koalicyjny rząd jedności narodowej[1].
- 2003 – zamach stanu, zażegnany pod wpływem nacisków międzynarodowych[1].
- 2004 – nowym premierem został Damiaõ Vaz d'Almeida[3].
- 2011 – w wyborach prezydenckich wygrał Manuel Pinto da Costa[1].
- 2016 – w wyniku wyborów prezydenckich, prezydentem zostaje Evaristo Carvalho[4].
- 2018 – odsłonięcie tablic upamiętniających masakrę w Batepá[5].
- 2020 – 6 kwietnia zostaje odnotowany pierwszy przypadek COVID-19[6].
- 2021 – wybory prezydenckie zwycięża Carlos Vila Nova[7].
- 2022 – próba dokonania zamachu stanu kończy się niepowodzeniem[8].